# Chiesa dei Santi Tirso ed Emiliano (Monticelli Brusati)
La chiesa dei Santi Tirso ed Emiliano è la parrocchiale di Monticelli Brusati, in provincia e diocesi di Brescia; fa parte della zona pastorale del Sebino.

## Storia
Dal Catalogo queriniano del 1532 si apprende che la parrocchia di Monticelli Brusati era inserita nella quadra de Gusago.
Nella relazione della visita apostolica del 1580 dell'arcivescovo di Milano Carlo Borromeo si legge che la parrocchiale, inserita nella vicaria di Camignone e dotata di quattro altari, aveva come filiali le chiese di San Zenone e di Santa Maria, che il numero dei fedeli era pari a 780 e che a servizio della cura d'anime v'era il solo parroco.
Il vescovo di Brescia Marco Dolfin, durante la sua visita pastorale del 1703, trovò che prepositi alla cura d'anime erano il parroco quattro sacerdoti e due chierici, che i fedeli ammontavano a 810 e che la parrocchiale aveva alle sue dipendenze la chiesa di San Zeno e gli oratori oratori della Beata Vergine Maria delle Rose e di Sant'Antonio di Padova.
Nel 1713 iniziarono i preparativi per la costruzione di una nuova parrocchiale, i cui lavori presero però avvio appena nel 1728; l'edificio, costruito dai capomastri Giovanni Nigrino e Cristoforo Manera, fu portato a compimento nel 1745 e consacrato il 10 giugno 1792 dal vescovo Giovanni Nani.
L'Ottocento vide la realizzazione di alcuni restauri, che interessarono nel 1863 la torre campanaria e nel 1885 l'interno della chiesa.
Nella seconda metà degli anni sessanta si procedette all'esecuzione dell'adeguamento liturgico secondo le usanze postconciliari mediante l'aggiunta dell'altare rivolto verso l'assemblea.
Il 14 aprile 1989, secondo quanto stabilito dal Direttorio diocesano per le zone pastorali, la chiesa entrò a far parte della zona pastorale del Sebino.

## Descrizione

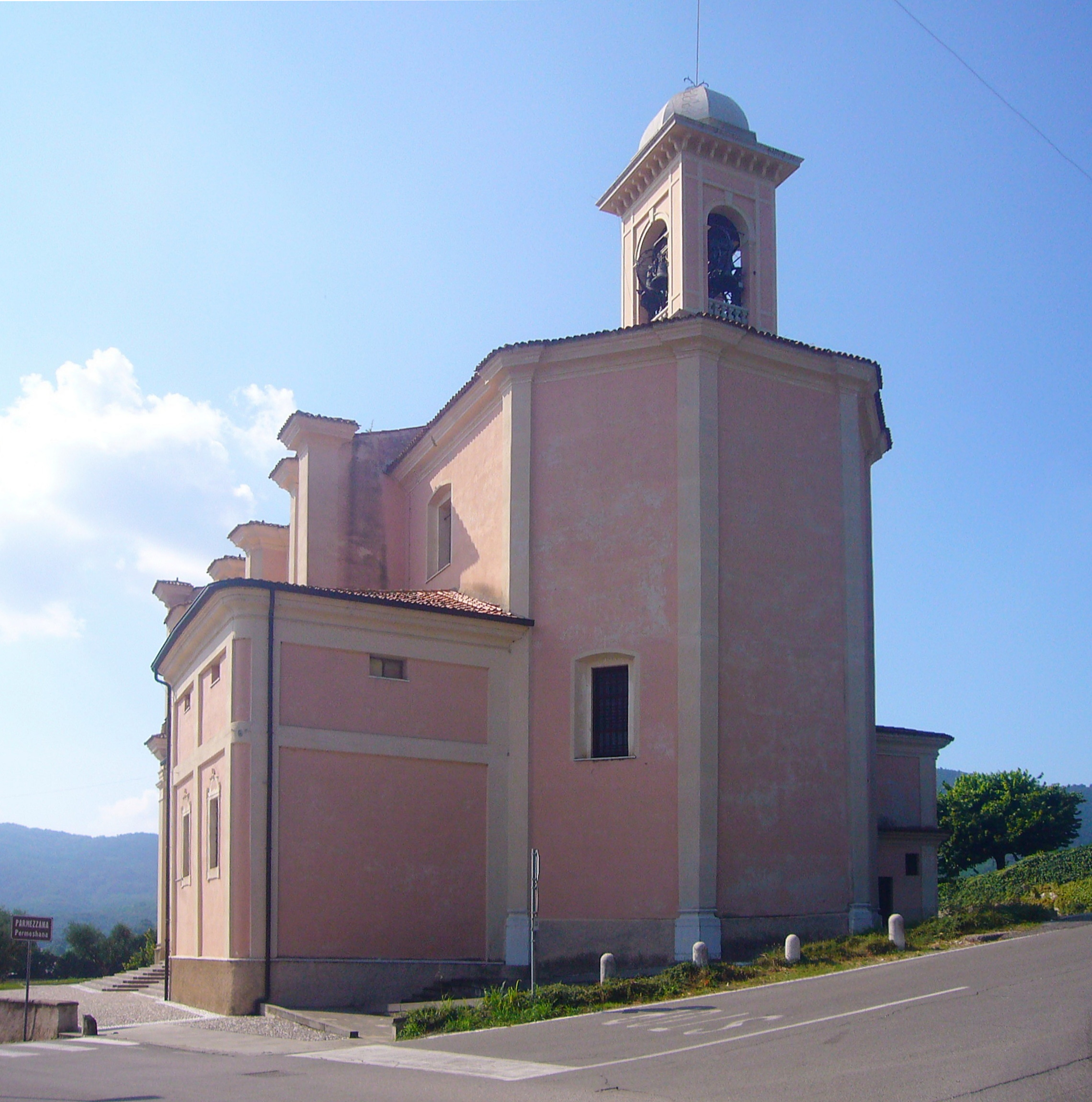
L'abside

### Esterno
La simmetrica facciata a capanna della chiesa, rivolta a occidente, è suddivisa da una cornice marcapiano in due registri, entrambi scanditi da quattro lesene terminanti con capitelli dorici; quello inferiore presenta centralmente il portale d'ingresso, sormontato dal frontoncino curvilineo, mentre quello superiore, coronato dal timpano triangolare, è caratterizzato da una finestra e da due nicchie vuote.
Annesso alla parrocchiale è il campanile a base quadrata, costruito nel 1783; la cella presenta su ogni lato una monofora a tutto sesto ed è coronata dalla cupoletta poggiante sul tamburo.

### Interno

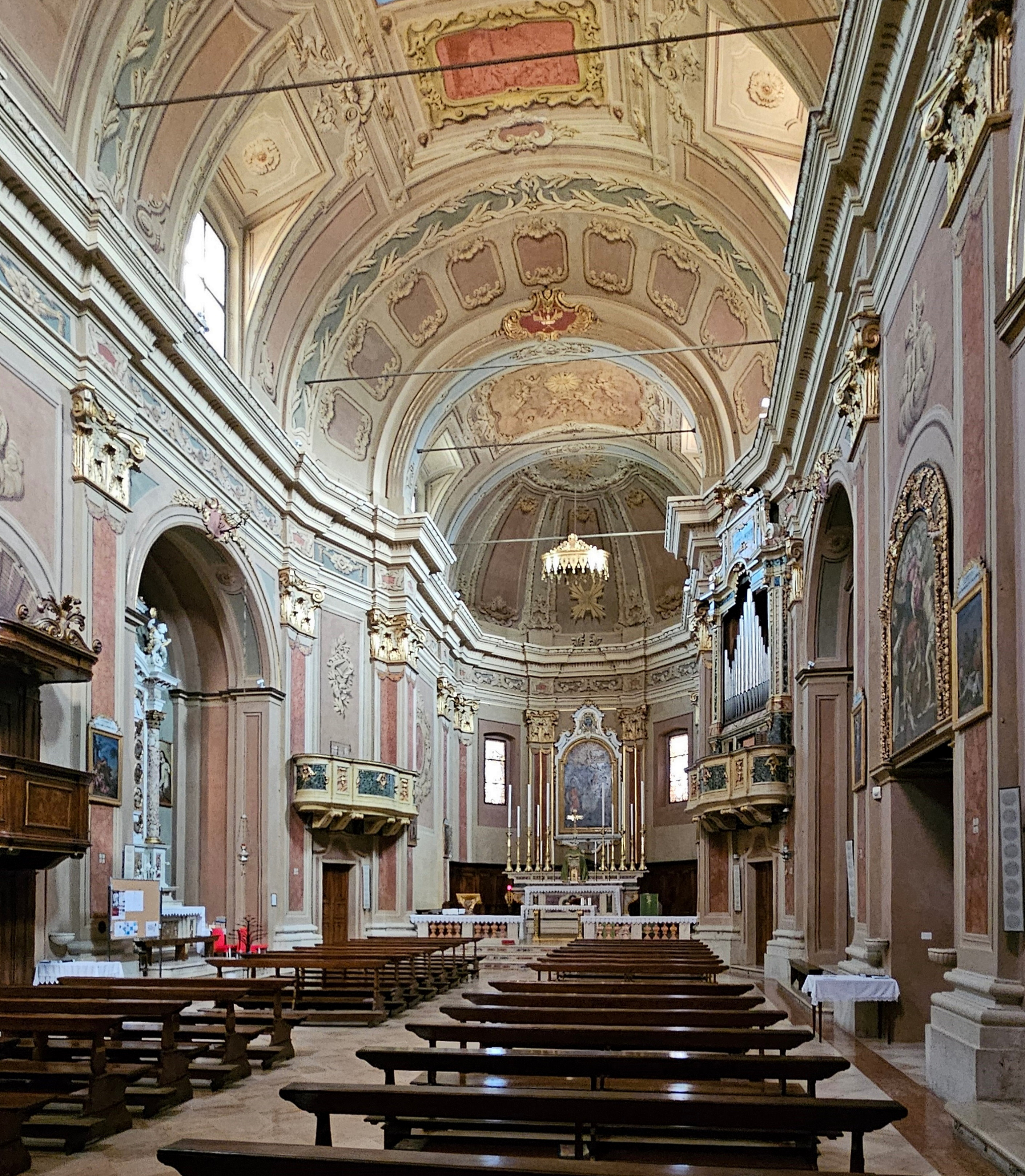
L'interno

L'interno dell'edificio si compone di un'unica ampia navata, sulla quale si affacciano quattro cappelle laterali, introdotte da archi a tutto sesto, e le cui pareti sono scandite da lesene terminanti con capitelli compositi e sorreggenti la trabeazione modanata e aggettante sopra la quale si imposta la volta a botte; al termine dell'aula si sviluppa il presbiterio, rialzato di alcuni gradini, delimitato dalle balaustre e chiuso dall'abside di forma semicircolare all'interno e poligonale all'esterno.
Qui sono conservate diverse opere di pregio, tra le quali la pittura con soggetto il Martirio dei santi Tirso ed Emiliano, eseguita nel 1750 da Pietro Corbellini, la tela ritraente la Madonna e i Santi Rocco, Nicola da Tolentino e Luigi, attribuita a Sante Cattaneo, la pala raffigurante la Deposizione dalla croce con santa Maria Maddalena, eseguita da Giovan Battista Galeazzi, l'altare laterale del Santissimo Sacramento, costruito nel 1754-55 da Angelo Orlandi, il dipinto che rappresenta la Beata Vergine con i santi Sebastiano, Rocco e Nicola da Tolentino e attorno i misteri del Rosario e il quadro avente come soggetto Sant'Angela Merici, acquistato nel 1882.